# Bolderājas dzelzceļš
Bolderājas dzelzceļš (Bolderājas jernbane) er det officielle debutalbum for det lettiske band Dzeltenie Pastnieki, som opfølgning på demooptagelsen Madonas galerts. Det blev udgivet via magnitizdat i 1981, og først "officielt" på cd i 2003.

## Numre
| Nr. | Titel                          | Længde |
| --- | ------------------------------ | ------ |
| 1.  | "Zaļais garais vilciens"       |        |
| 2.  | "Sliktā dziesma par zaķu salu" |        |
| 3.  | "Čemodāns"                     |        |
| 4.  | "Lai tu aizmirstu"             |        |
| 5.  | "Lokomotīve jūras krastā"      |        |
| 6.  | "Nāc ārā no ūdens"             |        |
| 7.  | "Avū avū baltas kājas"         |        |
| 8.  | "Trijos naktī"                 |        |
| 9.  | "Mana kafejnīca ir salauzta"   |        |
| 10. | "Dzeltenais viltus pastnieks"  |        |